# Пюйо, Жоаким
Жоаки́м Пюйо́ (фр. Joaquim Pueyo; род. 30 мая 1950, Алансон, Орн, Нормандия, Франция) — французский политик, член Социалистической партии, бывший депутат Национального собрания Франции.

## Биография
Родился 30 мая 1950 года в Алансоне (департамент Орн). В 1983 году был избран мэром небольшой деревни Ливэ и занимал пост на протяжении 25 лет. Через пять лет был впервые избран в Генеральный совет департамента Орн от кантона Алансон-1, и впоследствии ещё трижды — в 1995, 2002 и 2008 годах — переизбирался в этот орган.
В 1997 году Жоаким Пюйо впервые попробовал свои силы на выборах в Национальное собрание, став кандидатом социалистов в 1-м избирательном округе департамента Орн, но проиграл действовавшему депутату Иву Деньо. Впоследствии Пюйо ещё дважды, в 2002 и 2007 годах, бросал вызов Деньо на следующих выборах, и оба раза проигрывал.
В 2008 году Жоаким Пюйо оставил пост мэра Ливэ для того, чтобы возглавить список социалистов на муниципальных выборах в префектуре департамента Орн городе Алансон. Его список победил в 1-м туре с 50,74 % голосов, и он занял пост мэра Алансона; в 2014 году он сохранил свой пост по результатам очередных муниципальных выборов.
В 2012 году кандидатом правых на выборах в Национальное собрание в 1-м избирательном округе департамента Орн стал сын его извечного соперника, Бернар Денье, и Жоаким Пюйо с четвёртой попытки сумел завоевать мандат депутата Национального собрания; в 2017 году он сохранил мандат депутата, победив во 2-м туре выборов свою предшественницу на посту мэра Алансона Кристин Руамье. Через месяц после этого, в силу требований закона о недопустимости совмещения мандатов, он подал в отставку с поста мэра Алансона.
В ноябре 2007 года, будучи ещё мэром Ливе, Жоаким Пюйо был на один год назначен директором тюрьмы в посёлке Флёри-Мерожи в департаменте Эсон. В 2013 году он опубликовал книгу «Мужчины и стены» («Des hommes et des murs»), в которой рассказал о своём опыте руководства тюрьмой.
В 2020 году Жоаким Пейо возглавил объединённый левый список на муниципальных выборах в городе Алансон и привёл его к победе. 30 июня 2020 года он был избран мэром Алансона и через месяц после этого покинул Национальное собрание Франции.

## Политическая карьера
- 11 октября 1983 — 24 марта 2008 — мэр коммуны Ливе
- 7 октября 1988 — 26 июня 2012 — член Генерального совета департамента Орн от кантона Алансон-1
- 14 марта 2008 — 11 июля 2017 — мэр города Алансон
- 14 марта 2008 — 29 июня 2017 — президент Ассоциации коммун агломерации Алансона
- 20 июня 2012 — 2 августа 2020 — депутат Национального собрания Франции от 1-го избирательного округа департамента Орн
- с 30 июня 2020 — мэр города Алансон